# 三通
三通是臺海两岸直接“通郵”、“通商”、“通航”的简称，主要是中國大陸提出與臺灣方面就兩岸之間的交流提議，中華民國政府則長期採取三不政策：“不接觸”、“不談判”、“不妥協”作為對應。
因為兩岸政府主张之管轄區域重叠，且除了民進黨政府外，雙方領導人各自宣稱「一個中國」，此航線一般定义為：不是國內航線（道）、也不是國際航線（道），而是两岸航线。

## 歷史背景
1949年中華民國政府遷台後，基於政治與軍事理由，两岸斷絕了交通往來。1977年行政院頒訂《取締匪偽物品管理辦法》，對两岸交流採負面態度。1979年元旦，中國大陸全國人大常委會在《告臺灣同胞書》中提出兩岸應該立即「通商、通郵、通航」，是為三通。1987年，蔣經國政府宣佈解嚴後不久立即開放台灣人民到中國大陸觀光及探親，也不再視中共政權為叛亂團體，但依舊拒絕三通。由於當時海峽兩岸仍未有正式交通方式直接往來，當時台灣旅客需先飛往英屬香港，然後再以其他交通方式或轉機前往中國大陸。
1990年代，中國大陸發生多起劫機案件，有部分客機更被迫降落於台灣機場。後來兩岸就劫機問題達成人機分離處理並視同犯罪案件處理的共識，這些案件才逐漸減少。

## 三通歷史

### 航空
- 2003年，在陳水扁總統任期內，远东、华航、华信、立荣、长荣、复兴6家台湾籍航空公司申请开航两岸節日包機，但飞机需要经中途停留香港或澳门[1]。
- 2005年1月，中国国际航空、中国东方航空、中国南方航空、上海航空、厦门航空、海南航空6家大陆籍航空公司开始申请两岸节日包机谈判，并于1月15日达成共识：2005年春节包机采取双方对飞，飞经香港不落地的方式；包机时间为2005年1月29日至2月20日；飞行地点为北京、上海、广州、台北、高雄；参与飞行的航空公司双方各6家，班次是双方各24个往返航班[2]。飞经香港不落地指两岸飞机利用香港飞航情报区靠近台北飛航情報區的ELATO点（22°12′N 117°18′E / 22.2°N 117.3°E）过境，进入对方领空的飞行情报区[3][4]。2006年、2007年春节期间继续执飞[5][6]。
- 2008年7月4日，在馬英九總統任期內，两岸实现週末包機。[7]

- 2008年11月4日两岸签订《海峡两岸空运协议》，除对直航航点和定期安排等事项同意进行进一步协商外，还同意在原经过香港的过境航路的基础上开通台湾海峡北线空中双向直达航路R596：两岸航线利用东海上空，上海飞行情报区、台北飛航情報區、福冈飞行情报区（日语：航空交通管理センター）和仁川飞行情报区交界SULEM点（27°26′20″N 122°25′19″E / 27.43889°N 122.42194°E）过境，进入对方领空飞行情报区的B576航线BERBA点（27°00′N 123°00′E / 27.0°N 123.0°E）和温州东山导航台（27°45′00″N 120°37′48″E / 27.75000°N 120.63000°E）[8][9][10]。
- 2008年12月15日，两岸实现直接通航和常態包機。例如上海至台北航班最快只要82分鐘就可完成整个飞行，为首条使用北航线的航班[11][12]。
- 2009年7月29日，海峽兩岸空中直航再增加一条北航线B591，并开通第一条南航线R200，过境点为KASKA（28°41′57″N 123°41′39″E / 28.69917°N 123.69417°E）和OLDID（23°00′00″N 117°30′00″E / 23.00000°N 117.50000°E），分别和上海飞行情报区和广州飞行情报区交界[13]。第二条北航线是中国北方飞往台湾，南航线是广州飞往台北[14][15]。

### 海运
- 1988年，中國大陸批准台湾船公司在中国大陸设立独资及合营公司、航运代表处，台湾商船可绕道间接运输两岸间的贸易货物。
- 1998年，两岸贸易货运船舶经第三地（日本石垣岛、韩国木浦港、香港等）换单不换船，一船到底运输两岸间的贸易货物。[16]
- 2001年，中華民國政府控制的金门和马祖与中華人民共和國政府控制的福建沿海实现客运直航（即小三通）。
- 2008年12月15日，两岸实现海上货运直航，以中華人民共和國政府控制的上海到中華民國政府控制的基隆為例，航程可以節省超過八個小時。[17]

### 邮路
- 兩岸互不通郵（1949年－1979年）
- 大陸向台灣單向通郵（1979年－1988年）
- 雙向非正式通郵（1988年－1989年）
- 雙向正式間接通郵（1989年－2008年）
- 直接通郵（2008年－今）

2008年12月15日，在馬英九總統任期內，两岸实现直接通邮，各封發局可直接交换邮件，而无需经过第三地；中華郵政董事長吳民佑寄出第一封快捷郵件給中國郵政總經理劉安東。

## 大三通航點及封發局

### 航空直航点（共39个）
- 台湾（9个）：桃园、高雄、台中、台北松山、澎湖^、花莲^、金门^、台东^、台南^
- 中國大陸（30个）：北京首都、上海虹桥、广州、厦门、南京、成都天府、重庆、杭州、大连^、桂林^、深圳、武汉、福州、青岛、长沙^、海口^、昆明^、西安^、瀋陽^、天津^、郑州、贵阳^、合肥^、哈尔滨^、南昌^、宁波、济南^、温州^、汕頭^、黄山^。
- 附有^者現正暫停或已停辦所有兩岸航線

### 海運開放港口（共74個）
- 台灣（11個）：基隆（含台北）、高雄（含安平）、台中、花蓮、麥寮、布袋（先採項目方式辦理），金門料羅、水頭、馬祖福澳、白沙、澎湖馬公（5個“小三通”港口）
- 中國大陸（63個）：丹東、大連、營口、唐山、錦州、秦皇島、天津、黃驊、威海、煙台、龍口、嵐山、日照、青島、連雲港、大豐、上海、寧波、舟山、台州、嘉興、溫州、福州、松下、寧德、泉州、肖厝、秀嶼、漳州、廈門、汕頭、潮州、惠州、蛇口、鹽田、赤灣、媽灣、虎門、廣州、珠海、茂名、湛江、北海、防城港、欽州、海口、三亞、洋浦（48個海港），太倉、張家港、常熟、南通、江陰、揚州、常州、泰州、鎮江、南京、蕪湖、馬鞍山、九江、武漢、城陵磯（15個河港）

### 封發局（共15個）
- 台灣（6個）：台北、台中、高雄、基隆、金門、馬祖。
- 中國大陸（9個）：北京、上海、廣州、福州、廈門、西安、南京、成都、蘇州。

## 外部連結
- 面對直航，台灣應有的空運政策（页面存档备份，存于）
- 台灣機場的未來—北部的「零和」空域
- 【航空迷物語】航權與三通
- 自由電子報：模擬攻台？中國軍演 民航機運兵攻占機場
- NOWnews：直航新世紀／期待陸客的同時　需慎防排擠效應（页面存档备份，存于）
- 實施週末包機後，貨運包機何時能實行？
- 貨運可否直航才是關鍵（页面存档备份，存于）
- 世界日報：底牌全曝光 恐不利談判
- 自由電子報：馬想和中談延遠權 交部官員不樂觀
- 自由電子報：直航斷生計 砂石船業者抗議
- 自由電子報：綠嗆馬 延遠權應納入江陳三會